# Tyson Ritter

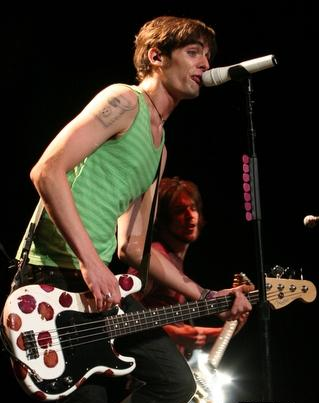
Tyson Ritter (2006)

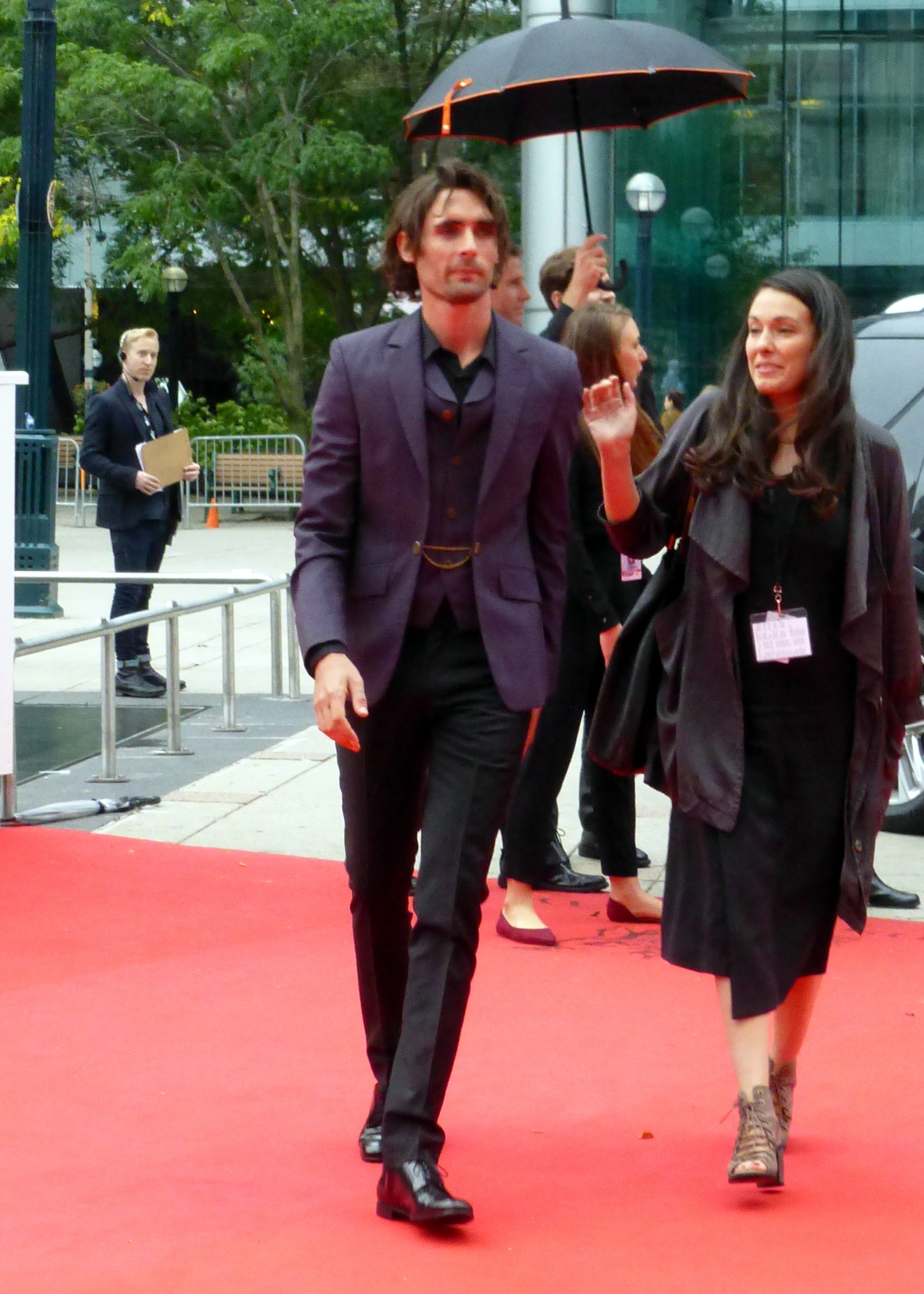
Tyson Ritter (2015)

Tyson Jay Ritter (* 24. April 1984 in Stillwater, Oklahoma) ist ein US-amerikanischer Sänger, Musiker und Schauspieler. Er ist seit 1998 der Frontsänger der Rockband The All-American Rejects.
Er spielte in mehreren Filmen und Serien mit, dabei unter anderem House Bunny (2008), zehn Folgen in der Fernsehserie Parenthood von 2013 bis 2014 und eine Folge in der Fernsehserie Dr. House. 2013 veröffentlichte er seine erste Single als Solokünstler Air.

## Filmografie (Auswahl)
- 2007: Dr. House (Fernsehserie, Folge 3.17)
- 2008: House Bunny (The House Bunny)
- 2012: 90210 (Fernsehserie, Folge 4.15)
- 2013–2014: Betas (Fernsehserie, fünf Folgen)
- 2013–2014: Parenthood (Fernsehserie, zehn Folgen)
- 2015: Im Himmel trägt man hohe Schuhe (Miss You Already)
- 2017–2019: Preacher (Fernsehserie, 15 Folgen)
- 2018: Lodge 49 (Fernsehserie, fünf Folgen)
- 2021: Cowboy Bebop (Fernsehserie, 1 Folge)

## Sonstiges
Ritter war neben seiner Tätigkeit als Sänger und Schauspieler auch das Kampagnen-Gesicht einer Boss orange-Kampagne (2009). Die Vogue feierte Tyson Ritter bereits als "American Dream Boy" der zusammen mit Topmodel Lara Stone für die Hugo-Boss-Kampagne modelt.